# ماليبوجو موليفي
ماليبوجو موليفي (بالإنجليزية: Malebogo Molefhe)‏ (من مواليد عام 1980) هي لاعبة كرة سلة من بوتسوانا أصبحت ناشطة ضد العنف الأسري القائم على أساس الجنس بعد إطلاق النار عليها ثماني مرات، حصلت موليفي في عام 2017م على جائزة نساء الشجاعة الدولية.

## حياتها
وُلدت موليفي عام 1980م، وتم اختيارها لتمثيل بلادها في كرة السلة.
في عام 2009م، تم إطلاق النار عليها ثماني مرات من قبل صديقها الذي وُصف بأنه «مختل». تعافت موليفي من الإصابة لكنها تستخدم الكرسي المتحرك بسبب إصابتها في عمودها الفقري.
أصبحت موليفي مناصرة للناجين من العنف القائم على نوع الجنس والعنف الأسري في إذاعة بوتسوانا. وقد نظمت حلقات عمل ويسّرت التدريب مع كل من المنظمات الحكومية وغير الحكومية في بوتسوانا. تدرك موليفي أن هناك جوانب ثقافية لا تثني عن العنف القائم على النوع الاجتماعي وتتطوع لزيادة الوعي بالحاجة إلى تغيير تلك المفاهيم.
علّمت ماليبوغو الفتيات الصغيرات مفاهيم تقدير الذات لتمكينهنّ من مقاومة الاضطهاد على أساس نوع الجنس وأنواع أخرى من العنف المنزلي. وضعت موليفي هي ووزارة التربية والتعليم في بوتسوانا برنامجًا لمسادة الأطفال في التعرف على العنف المبني على النوع الاجتماعي والعنف الأسري. كما تشجع ماليبوغو الرياضة والألعاب الرياضية للنساء بشكل عام.
وفي 29 مارس 2017 ، تم تكريمها من قِبَل وزارة الخارجية الأمريكية عندما كانت من بين النساء اللاتي تم اختيارهن للحصول على جائزة النساء الشجاعة الدولية في واشنطن العاصمة.